# Nikołaj Swinarow
Nikołaj Awramow Swinarow, bułg. Николай Аврамов Свинаров (ur. 6 maja 1958 w Szumenie) – bułgarski prawnik i polityk, adwokat, w latach 2001–2009 deputowany do Zgromadzenia Narodowego 39. i 40. kadencji, wiceprzewodniczący Narodowego Ruchu Symeona Drugiego, w latach 2001–2005 minister obrony w rządzie Symeona Sakskoburggotskiego.

## Życiorys
Jego pradziadek Awram i dziadek Dobri byli politykami, parlamentarzystami partii liberalnej. Nikołaj Swinarow w 1982 ukończył studia prawnicze na wydziale prawa Uniwersytetu Sofijskiego im. św. Klemensa z Ochrydy. Po uzyskaniu uprawnień zawodowych rozpoczął praktykę adwokacką. Pracował najpierw w Tyrgowiszte, a od 1985 w Sofii. Pod koniec lat 80. bronił Achmeda Dogana, przywódcę mniejszości tureckiej, oskarżonego w procesie politycznym. W latach 1998–2001 pełnił funkcję sekretarza generalnego Naczelnej Rady Adwokackiej.
W 2001 związał się z nowo powstałą partią Narodowy Ruch Symeona Drugiego (przekształconą później w Narodowy Ruch na rzecz Stabilności i Postępu). W wygranych przez nią w tym samym roku wyborach parlamentarnych uzyskał mandat deputowanego do Zgromadzenia Narodowego 39. kadencji. W lipcu 2001 objął urząd ministra obrony w nowo powołanym rządzie Symeona Sakskoburggotskiego. Sprawował go do sierpnia 2005. W czasie jego urzędowania Bułgaria przystąpiła do koalicji antyterrorystycznej i wysłała blisko 500 żołnierzy piechoty do Iraku. W wyborach w 2005 po raz drugi wszedł w skład Zgromadzenia Narodowego z ramienia partii Symeona II, w której pełnił funkcję wiceprzewodniczącego. W 2007 opuścił partię byłego cara, stanął na czele nowej grupy poselskiej, a następnie na czele Bułgarskiej Nowej Demokracji. Przed wyborami w 2009 dołączył z nią do Niebieskiej Koalicji. Nie uzyskał jednak poselskiej reelekcji, a w 2011 ustąpił z funkcji przewodniczącego BND.